# Capanna del Tamaro
La capanna del Tamaro è un rifugio alpino situato nel comune di Monteceneri, nella valle del Trodo, in canton Ticino, nelle Prealpi Luganesi a 1.867 m s.l.m.

## Storia
Inaugurata nel 1941, fu rimodernata nel 1953 e nel 1988.

## Caratteristiche e informazioni
La capanna è disposta su 2 piani, con refettorio doppio per un totale di 70 posti. Sono a disposizione piani di cottura sia a legna sia a gas, completi di utensili di cucina. I servizi igienici e l'acqua corrente sono all'interno dell'edificio. Il riscaldamento è a legna. L'illuminazione è elettrica.

## Accessi
- Alpe Foppa 1.530 m
  - L'Alpe Foppa è raggiungibile con una cabinovia da Rivera.
  - Tempo di percorrenza: 1 ora
  - Dislivello: 350 metri
  - Difficoltà: T1
- Alpe di Neggia 1.395 m
  - L'Alpe di Neggia è raggiungibile anche con i mezzi pubblici.
  - Tempo di percorrenza: 1,30 ore
  - Dislivello: 500 metri
  - Difficoltà: T2
- Rivera 470 m
  - Rivera è raggiungibile anche con i mezzi pubblici.
  - Tempo di percorrenza: 4,30 ore
  - Dislivello: 1.400 metri
  - Difficoltà: T2

## Ascensioni
- Monte Tamaro 30 min.

## Traversate ad altre capanne
- Capanna Alpetto di Caviano 5 ore